# Nor Kyanq (Shirak)
Nor Kyanq (in armeno Նոր կյանք?) è un comune di 1 349 abitanti (2008) della provincia di Shirak in Armenia.